# Tunnel Altfranken

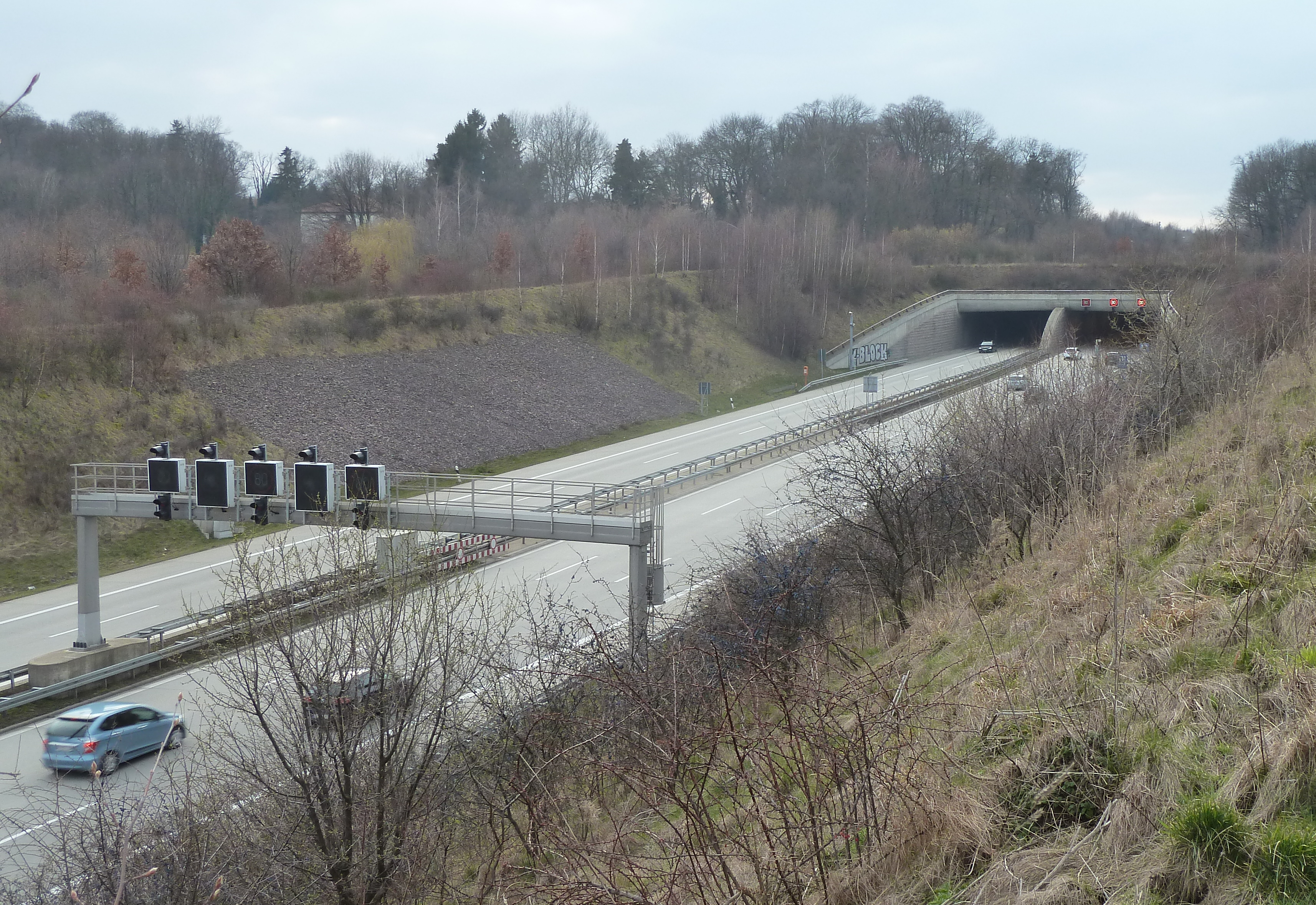
Ostportal des Tunnels Altfranken

Der Tunnel Altfranken befindet sich im Verlauf der Bundesautobahn 17 in Höhe des Stadtteils Altfranken im Dresdner Westen, wo er als Landschaftstunnel den Altfrankener Park (auch Lucknerpark) unterführt.

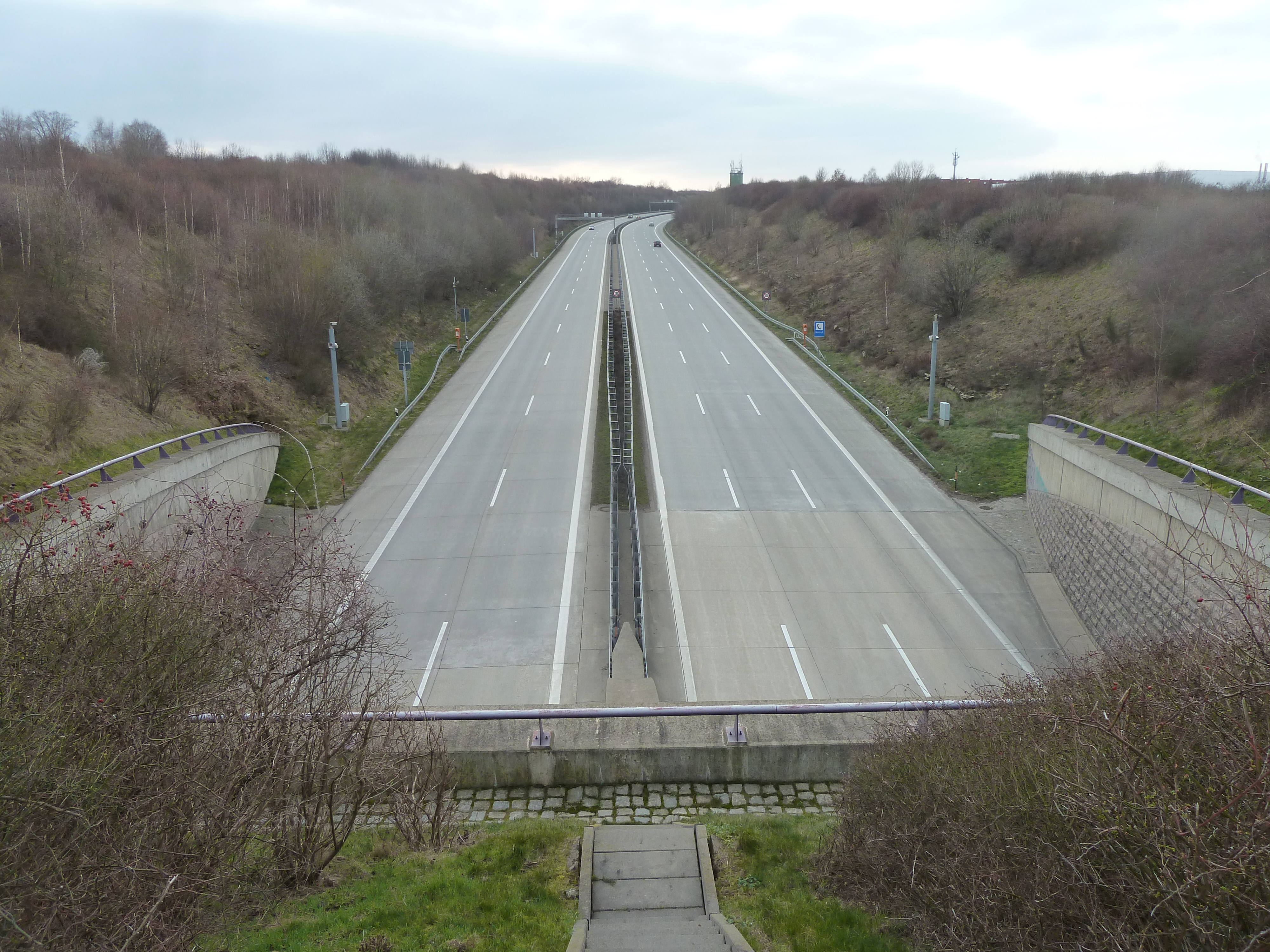
Über dem Westportal des Tunnels: zwei Fahrspuren nach Osten, drei Fahrspuren nach Westen

Bei einer Länge von 345 Metern weist die 29 Meter breite Unterquerung mit einem 4,5-prozentigen West-Ost-Gefälle zwei Röhren auf, die zwei Fahrstreifen in östlicher sowie drei in westlicher Richtung enthalten.

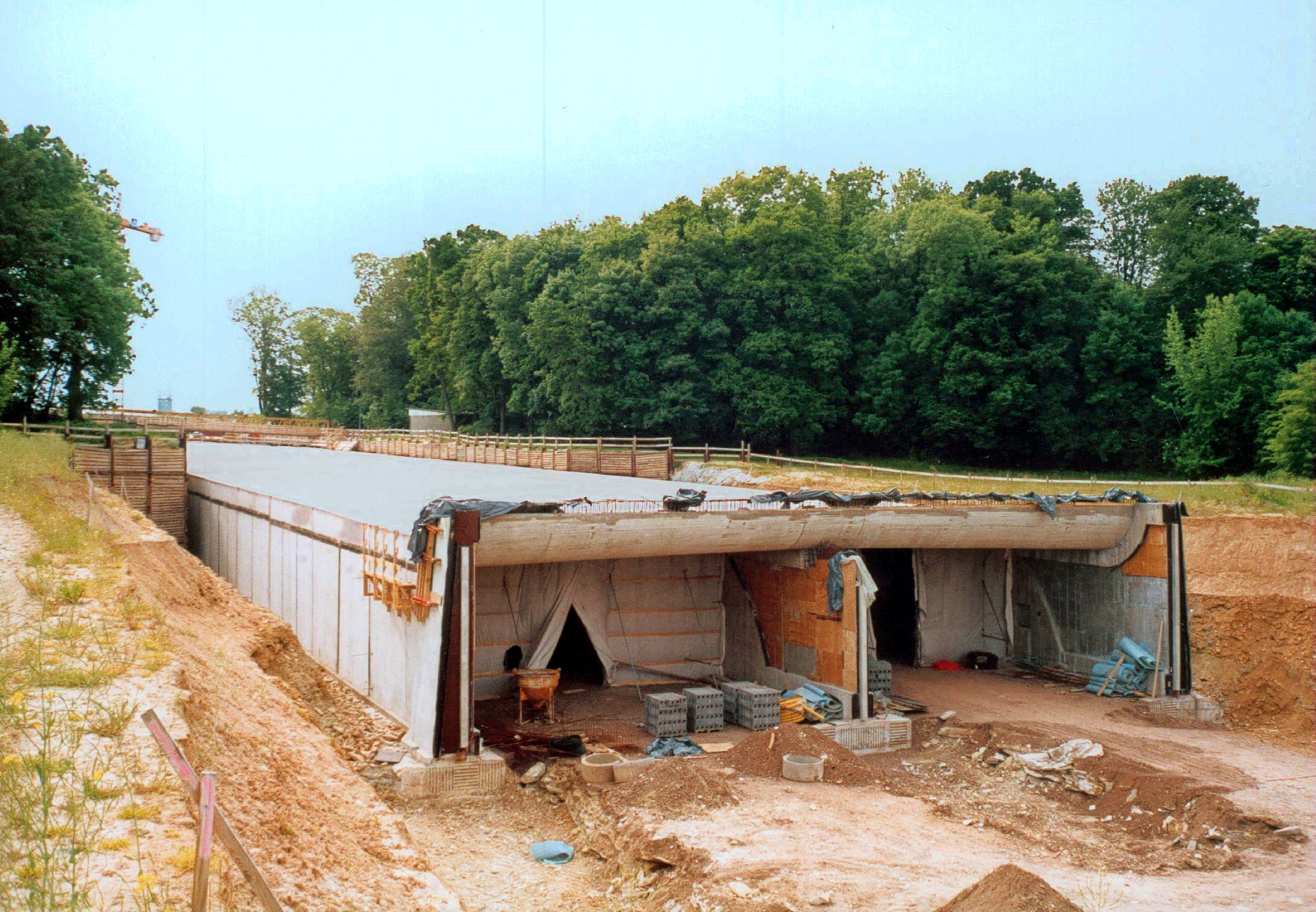
Stadtwärtiger (östlicher) Tunnelmund im Mai 2001 während der Bauphase

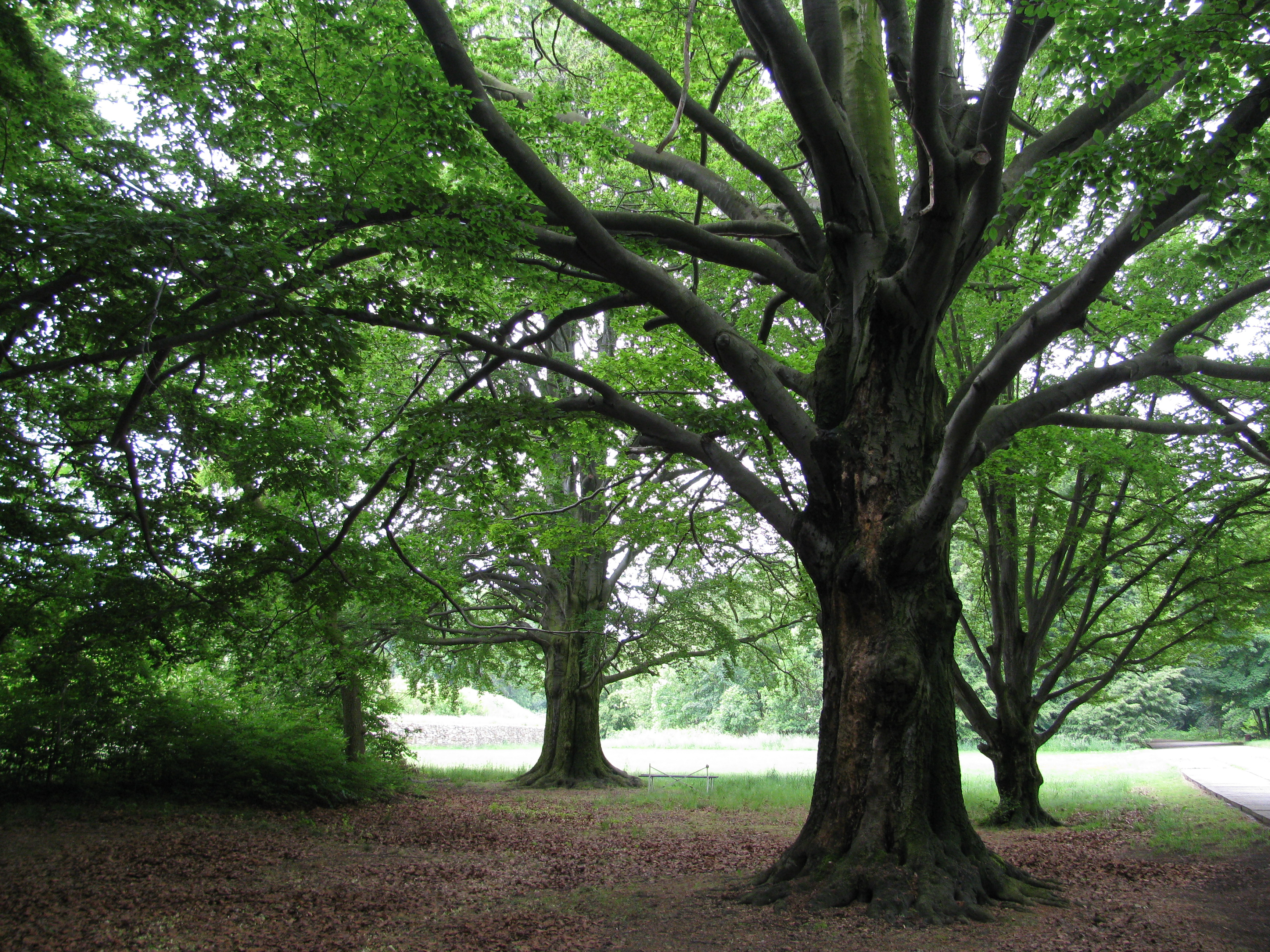
Impression aus dem nach Felix Graf von Luckner benannten Park, der ursprünglich zum vormaligen Altfrankener Schloss gehörte, mit Blick durch den Bestand auf die renaturierte Schneise

Bereits in der Planungsphase der Autobahn gab es Widerstand seitens der Bevölkerung und des Ortschaftsrats gegen die ortsschneidende Führung des oberirdisch geplanten Trassenverlaufs. Zudem wollte man die Vernichtung eines Großteils des Lucknerparks nicht hinnehmen. Daraufhin erfolgte in den Jahren 2000 bis 2002 der Bau des Landschaftstunnels in offener Bauweise. Die zwölf Meter tiefe Baugrube wurde von einer hölzernen Brücke für Fußgänger und im Verlauf der Otto-Harzer-Straße von einer einspurigen Behelfsbrücke aus einstigen NVA-Beständen überspannt. Nach der Verfüllung wurde die weit sichtbare Schneise des Parks wieder mit Bäumen und Sträuchern bepflanzt.
Da Altfranken mangels größerer Bautätigkeit bis dahin archäologisch wenig erschlossen war, ergaben die archäologischen Fundstellen im Bereich der Tunnelbaustelle neue Erkenntnisse. Die rund 1000 Befunde datieren in die Spätbronze- und Früheisenzeit sowie in die römische Kaiserzeit (um 200 n. Chr.). Anhand dieser Fundplätze, die in einiger Entfernung des Gorbitzbachs jedoch noch in dessen Einzugsgebiet liegen, konnte nachgewiesen werden, dass einige im Dresdner Elbtal unterrepräsentierte Kulturen Bereiche in Höhen über 250 Metern (etwa 130 Meter über dem Elbverlauf) besiedelten.
Die Fertigstellung des Tunnels erfolgte 2004. Am 22. Dezember 2004 wurde das 8,85 Kilometer lange Teilstück zwischen den Anschlussstellen Dresden-Gorbitz (2) und Dresden-Südvorstadt (3) eröffnet, in dem der Tunnel Altfranken, die durch die Weißeritztalbrücke verbundenen Dölzschener und Coschützer Tunnel sowie zwei weiteren Talbrücken liegen.